# 南平岸駅
南平岸駅（みなみひらぎしえき）は、北海道札幌市豊平区平岸4条13丁目にある、札幌市交通局（札幌市営地下鉄）南北線の駅。駅番号はN13。

## 概要
北24条駅〜真駒内駅間の開通に伴い、霊園前駅（れいえんまええき）として開業した。旧駅名は札幌市営平岸霊園の最寄り駅であることが由来だったが、「イメージが暗い」という理由で住民から名称変更の要望があり、1994年（平成6年）10月14日の東豊線（豊水すすきの駅〜福住駅間）延伸開業に合わせて、「平岸地区の南側」という意味から現在の名称に変更された。
南北線の当駅〜真駒内駅間は札幌市営地下鉄唯一の地上路線であり、当駅の400〜500メートル北側から地上に出て、以南は定山渓鉄道の廃線跡を転用したシェルター付きの地上高架区間となる。また、豊平区にある駅としては唯一の高架駅でもある（それ以外の駅は全て地下駅である）。
駅スタンプは南平岸駅のイニシャルMの中に平岸高台公園が描かれたデザインになっている。

## 歴史
- 1971年（昭和46年）12月16日 - 札幌市営地下鉄南北線の北24条駅〜真駒内駅間の開通と同時に霊園前駅として開業。
- 1984年（昭和59年）
  - 6月 - 駅舎の増改築工事に着手[4]。
  - 12月14日 - 駅舎の増改築工事の完了[5]。
- 1994年（平成6年）10月14日 - 南平岸駅に改称[1]。
- 2006年（平成18年）1月26日 - 駅番号 (N13) を設定[2]。
- 2013年（平成25年）1月24日 - 可動式ホーム柵が稼働開始[6][7]。

## 駅構造
1面2線島式ホームの高架駅。1階に改札口、2階にホームがある。過去には1階にはキヨスクがあったが現在は閉店している。改札とホームを結ぶエレベーターが設置されている。トイレは2ヶ所あり、改札内側は改札とホームを結ぶ階段の踊り場に、改札外側はバス待合室の中にある。駅舎の東側にバス乗り場、西側にタクシー乗り場、北側と南側の高架下に自転車置場がある。

### のりば
| ホーム | 路線   | 行先                     |
| ------ | ------ | ------------------------ |
| 1      | 南北線 | 真駒内方面               |
| 2      | 南北線 | 大通・さっぽろ・麻生方面 |

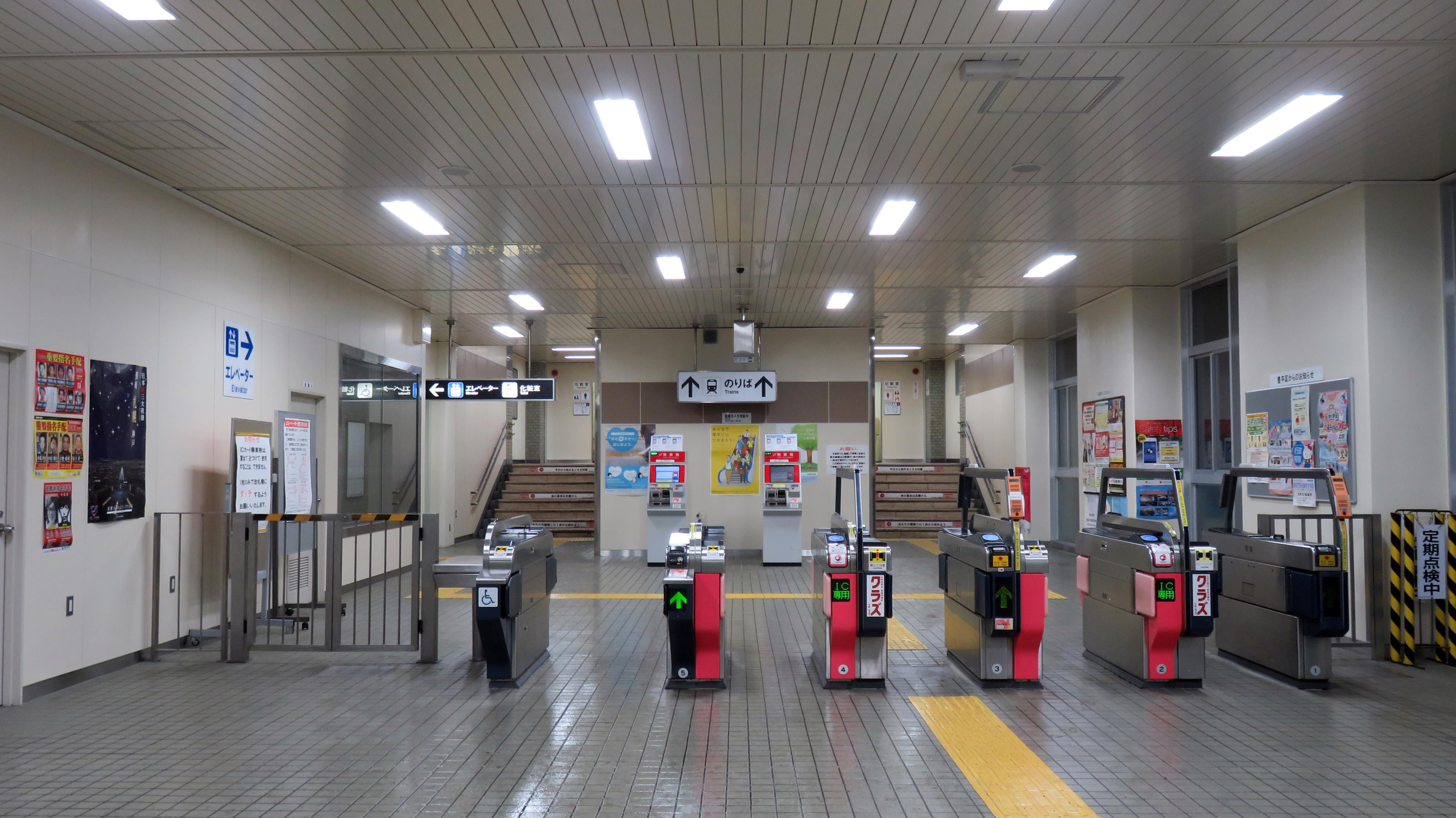
改札口
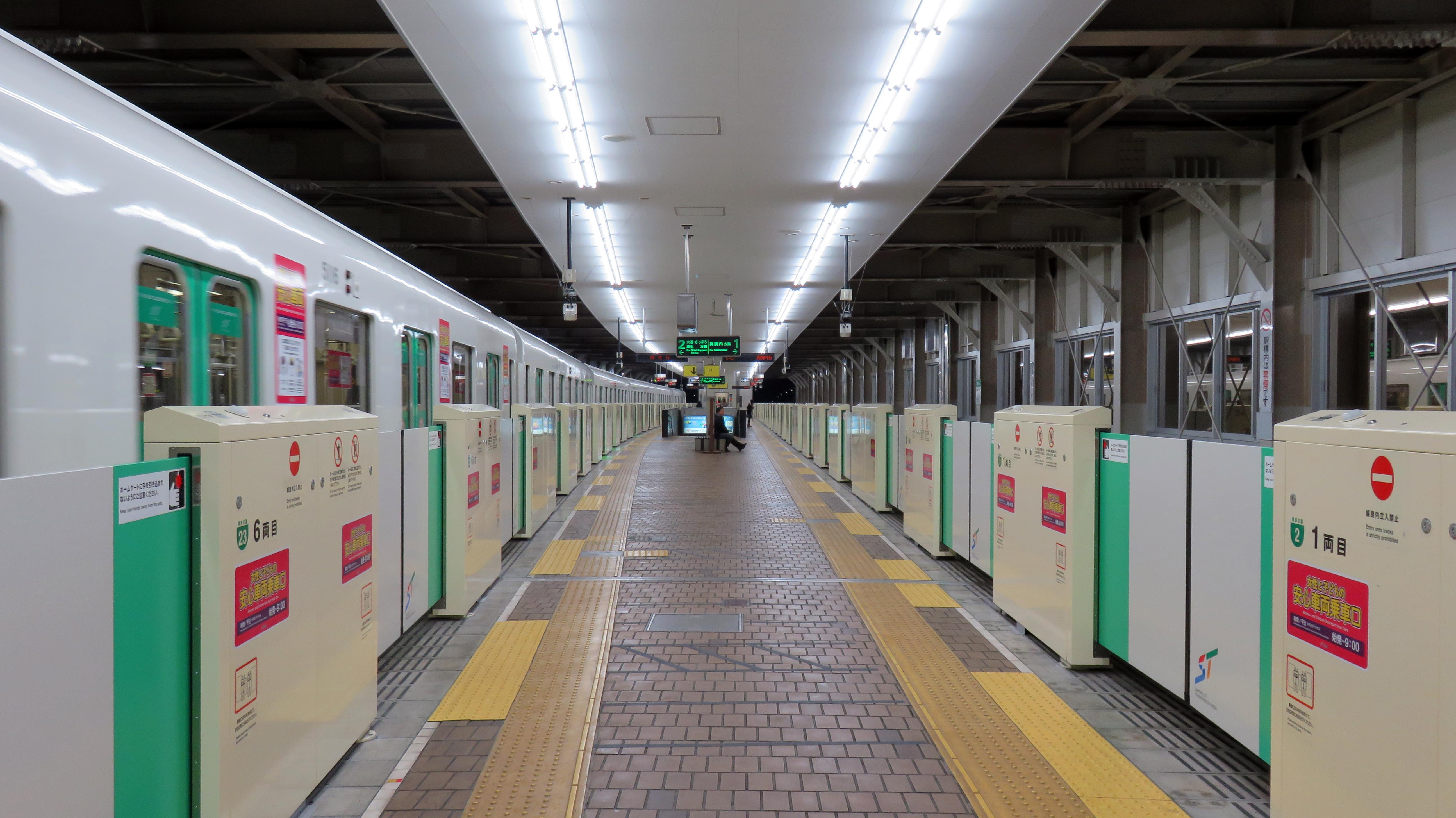
ホーム
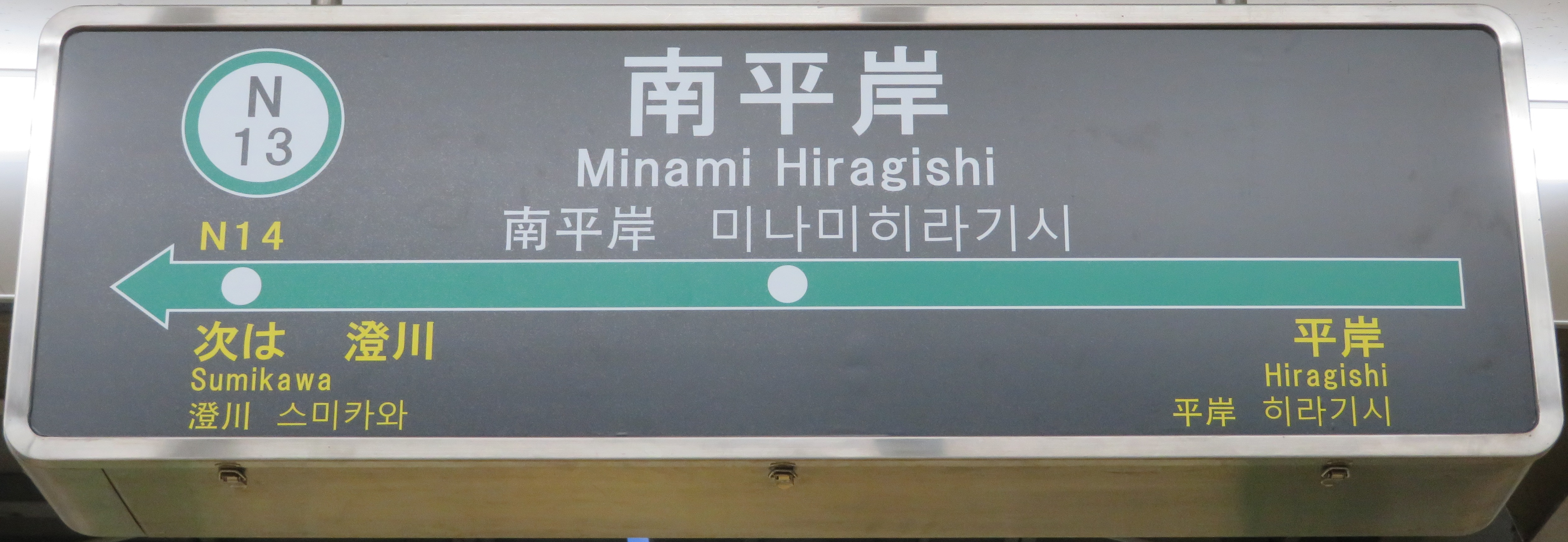
駅名標

## 利用状況
札幌市交通局によると、2022年度の1日平均乗車人員は7,027人であった。
| 年度   | 1日平均 乗車人員 | 出典   |
| ------ | ---------------- | ------ |
| 1998年 | 8,891            | [ 9 ]  |
| 1999年 | 8,646            | [ 9 ]  |
| 2000年 | 8,582            | [ 9 ]  |
| 2001年 | 8,504            | [ 9 ]  |
| 2002年 | 8,367            | [ 9 ]  |
| 2003年 | 8,331            | [ 9 ]  |
| 2004年 | 8,254            | [ 9 ]  |
| 2005年 | 8,492            | [ 9 ]  |
| 2006年 | 8,458            | [ 9 ]  |
| 2007年 | 8,285            | [ 9 ]  |
| 2008年 | 8,080            | [ 9 ]  |
| 2009年 | 7,820            | [ 9 ]  |
| 2010年 | 7,831            | [ 9 ]  |
| 2011年 | 7,847            | [ 9 ]  |
| 2012年 | 7,964            | [ 9 ]  |
| 2013年 | 8,014            | [ 10 ] |
| 2014年 | 7,846            | [ 10 ] |
| 2015年 | 7,741            | [ 10 ] |
| 2016年 | 7,899            | [ 10 ] |
| 2017年 | 7,956            | [ 11 ] |
| 2018年 | 7,906            | [ 12 ] |
| 2019年 | 7,767            | [ 13 ] |
| 2020年 | 6,087            | [ 14 ] |
| 2021年 | 6,340            | [ 15 ] |
| 2022年 | 7,027            | [ 15 ] |

## 駅周辺
一帯は市街地で、南北線は当駅北側で北海道道89号札幌環状線（環状通）と、南側で北海道道453号西野白石線（白石藻岩通）と交差する。駅付近と西側250メートルにある国道453号（平岸通）沿いに商店が集中する。当駅東側のなだらかな丘陵はかつて「平岸りんご園」が広がっていた場所であり、現在は札幌市平岸プールや平岸高台公園がある。旧駅名の由来となった平岸霊園は、南東約400メートルにある。かつては北海道テレビ放送 (HTB)の最寄り駅であったが 、2018年9月にさっぽろ創世スクエアに移転した。
東出入口（平岸4条13丁目）
- 平岸霊園[8]
- 札幌市立東山小学校[8]
- 市立札幌平岸高等学校[8]
- 札幌振興公社南平岸駐車場[8]
- 日本郵便札幌平岸六条郵便局[8]
- 平岸高台公園
- 札幌市平岸プール[8]

西出入口（平岸3条13丁目）
- 国道453号（平岸通）
  - じょうてつ「平岸小学校前」バス停留所
- イオン南平岸店（旧・マックスバリュ平岸店）
- 南平岸まちづくりセンター[8]
- 日本郵便豊平平岸郵便局[8]
- 札幌方面豊平警察署南平岸交番[8]
- 札幌市農業協同組合（JAさっぽろ）平岸支店
- 旭川信用金庫平岸支店
- 札幌市立平岸小学校[8]
- 平岸幼稚園

## バス路線
2025年（令和7年）4月1日現在。路線詳細は営業所記事を参照。
- 北海道中央バス（西岡営業所）[16]
  - 南71 下西岡線：澄川駅

## 隣の駅
札幌市営地下鉄
 南北線
平岸駅 (N12) - 南平岸駅 (N13) - 澄川駅 (N14)